# Dlouhozobka chrastavcová
Dlouhozobka chrastavcová (Hemaris tityus) je noční motýl z čeledi lišajovitých, vyznačující se denní aktivitou. Svým vzezřením se maskuje za čmeláka, podobně jako další druhy dlouhozobek. Vyskytuje se i na území ČR.

## Rozšíření
Areál rozšíření se rozkládá v mírném podnebném pásu Evropy a Asie, od Irska po Čínu, zasahuje ale také na sever Afriky.

V ČR se vyskytuje zejména v okolí Českého krasu. Početní stav na jižní Moravě od počátku 21. století klesá a druh je obecně ohrožen úbytkem vhodných stanovišť. V Červeném seznamu bezobratlých ČR (2017) je vedena jako ohrožený druh.

Vyskytuje se na květnatých loukách v nížinách i v horách, na stráních a lesních pasekách.

## Popis

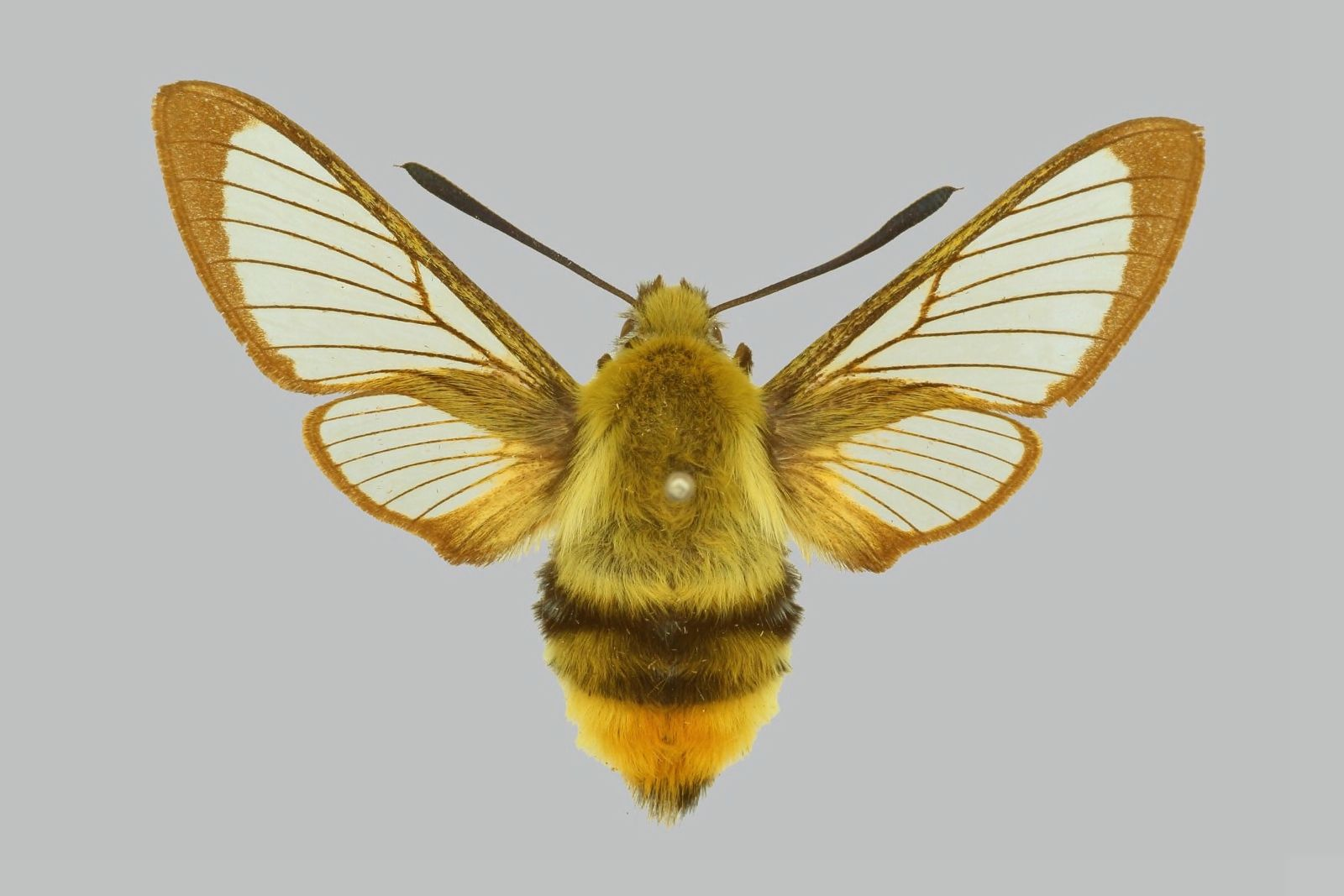
Preparovaný exemplář (samice)

Patří mezi malé lišaje – rozpětí křídel se pohybuje v rozmezí 37–42 mm. Svým vzhledem napodobuje čmeláky – oba páry křídel jsou průsvitné, pouze s tenkým hnědým lemem podél okrajů a jemnou žilnatinou. Tělo je hustě ochlupené, na zadečku se střídají zelenohnědé, hnědé a pomerančově oranžové články. Tykadla jsou tmavá, paličkovitá, u samců jemně hřebenitá.

V České republice se vyskytuje také příbuzný a velmi podobný druh, dlouhozobka zimolezová. Na rozdíl od ní nemá dlouhozobka chrastavcová tmavohnědé políčko v předním páru křídel, také hnědý lem křídel je užší.
Vajíčka jsou světle zelená, kulatá.
Housenka je zelená se dvěma bílými páskami podél hřbetu a červenohnědým, rovným růžkem na konci těla. Stigmata jsou bílá, červeně obroubená.
Kukla je černohnědá, 24–27 mm dlouhá.

## Bionomie
V České republice tvoří jednu až dvě generace. První generace žije od května do června, méně početná druhá generace pak od července do srpna. Motýli jsou aktivní přes den, nejvíce mezi desátou a třináctou hodinou. Nektar z květů sají v letu za rychlého víření křídel. Jsou velmi plaší, při vyrušení okamžitě odlétají.
Housenky se v přírodě vyskytují od června do srpna. Z nakladených vajíček se líhnou zhruba po 14 dnech a dále se živí listy chrastavce rolního, hlaváče fialového nebo čertkusu lučního. Mladé housenky vykusují v listech dírky, starší je okusují od okraje. Přes den se ukrývají při zemi, za potravou se vydávají až večer. Při vyrušení na rostlině padá housenka do podrostu, který ji skryje.
Dorostlé housenky se kuklí při zemi mezi zbytky vegetace, v řídkém zámotku. Kukla přezimuje.

## Galerie

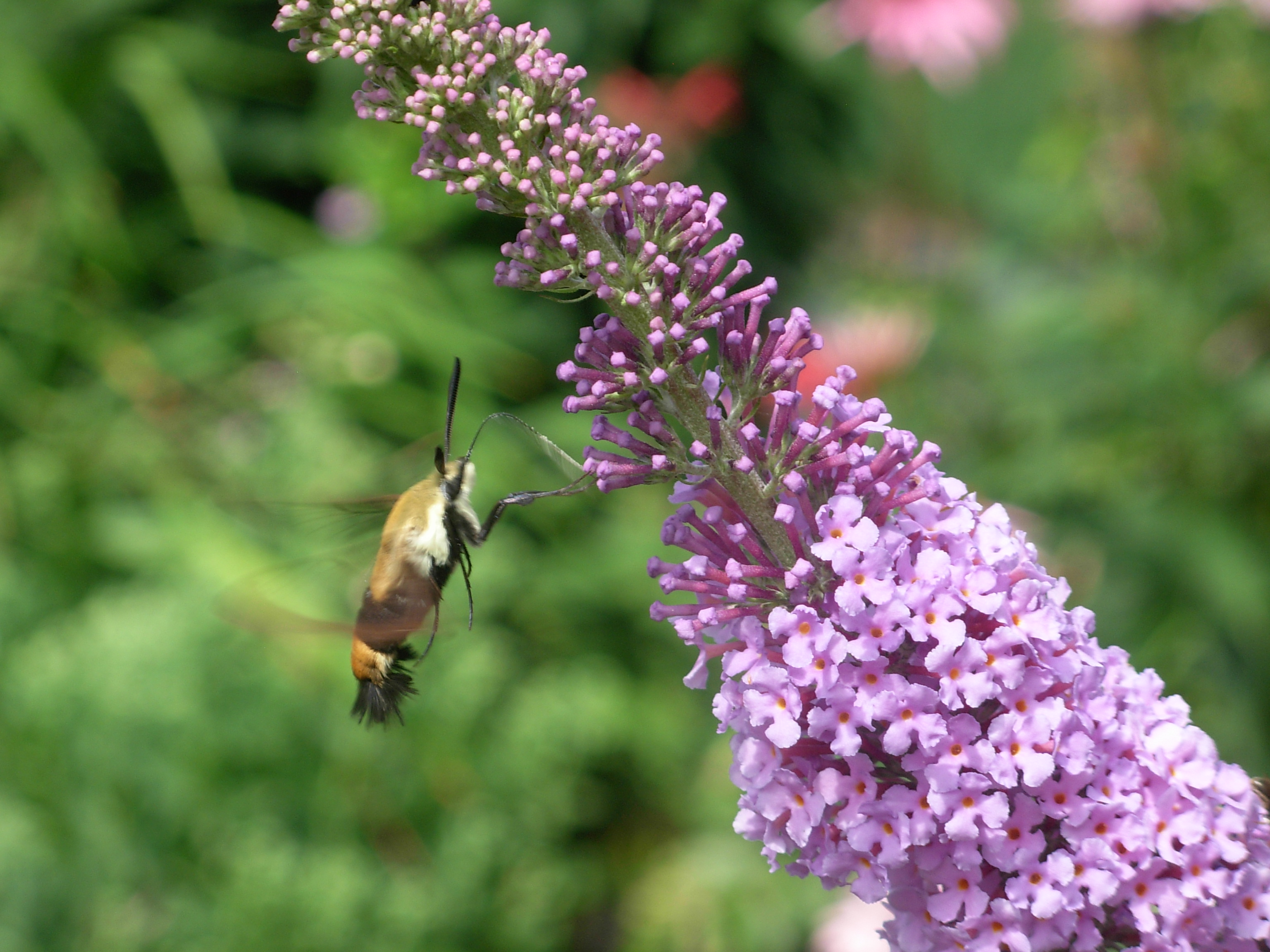
Dlouhozobka sající v letu z květu
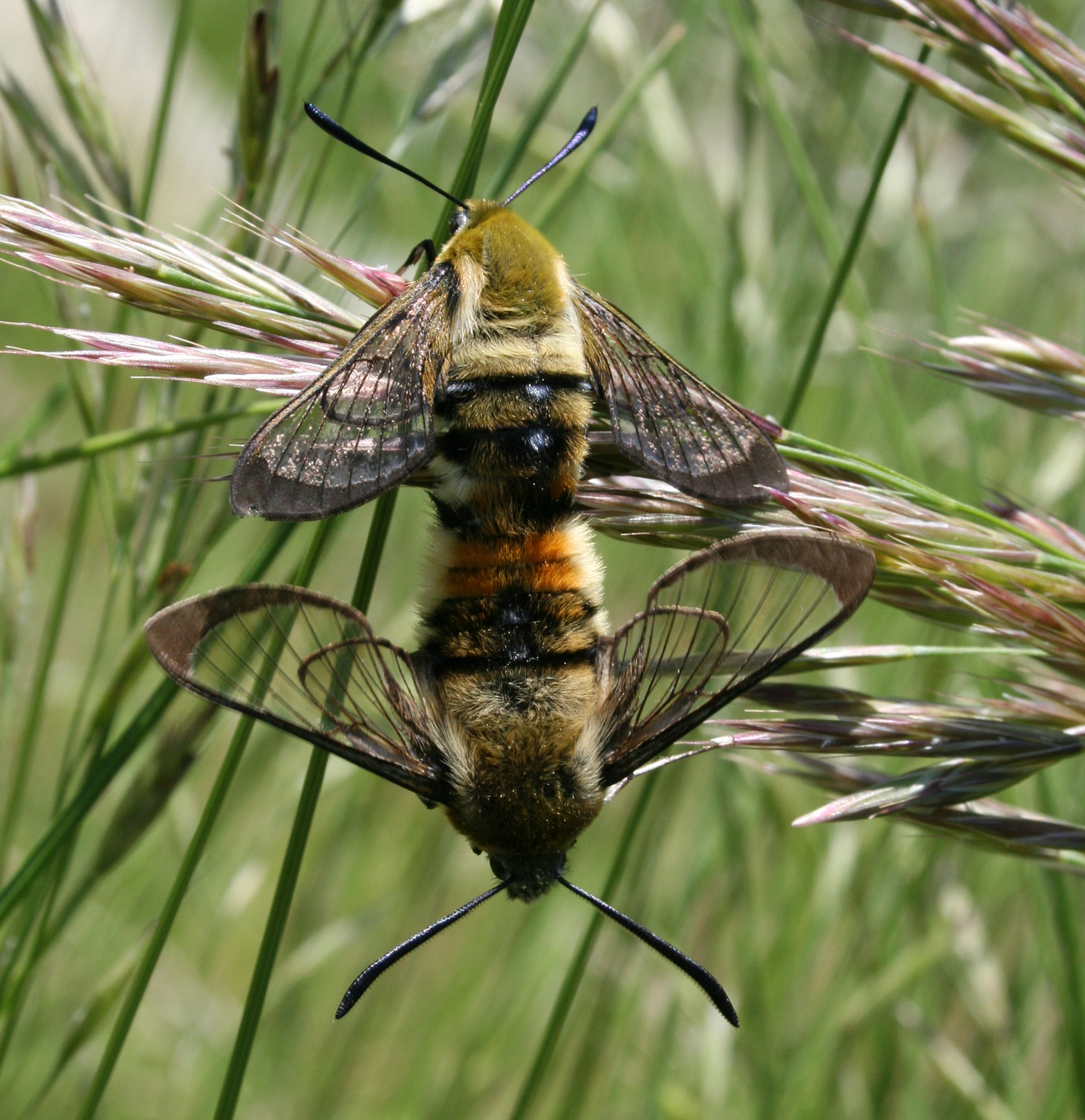
Páření dospělců
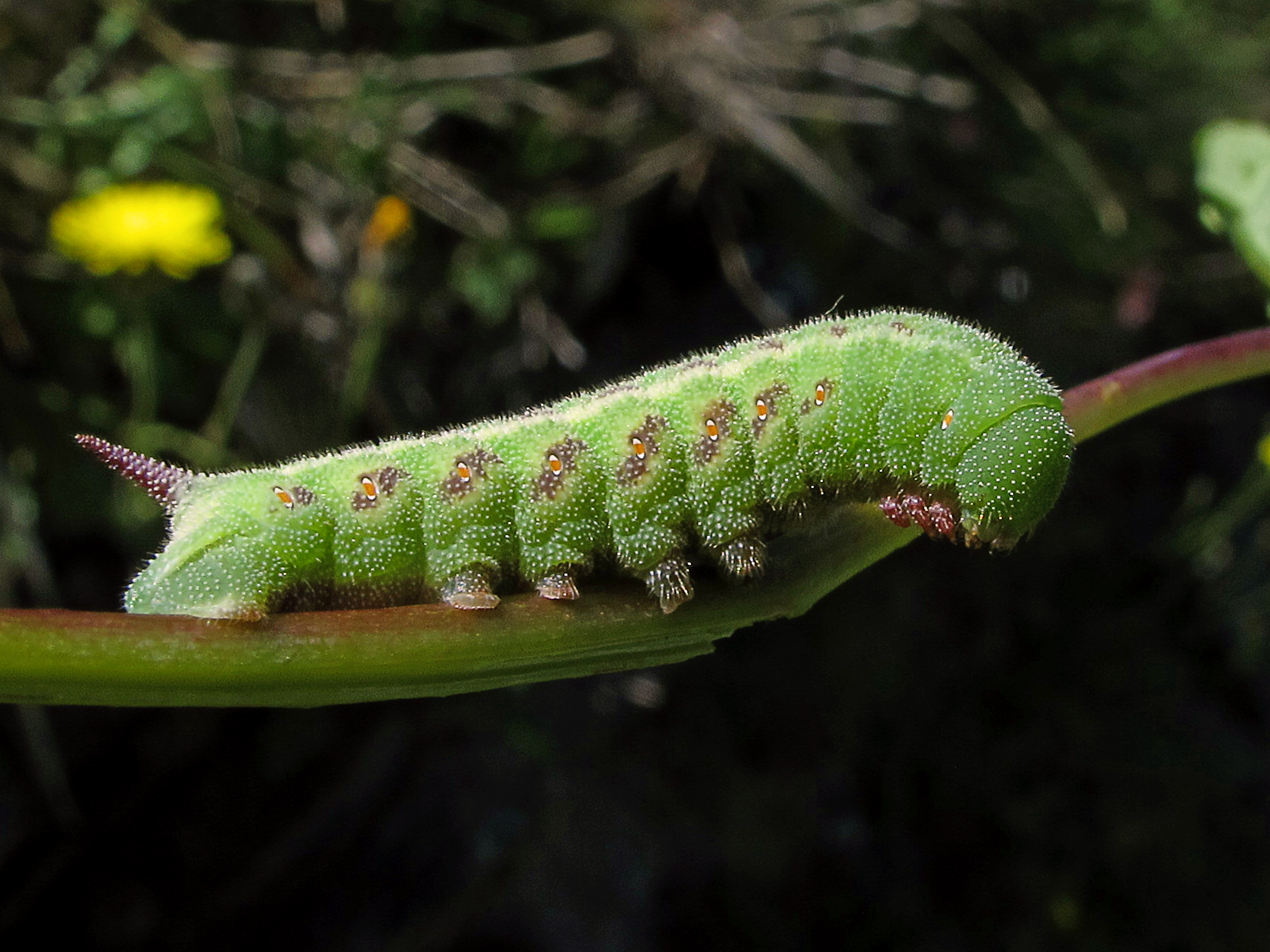
Housenka
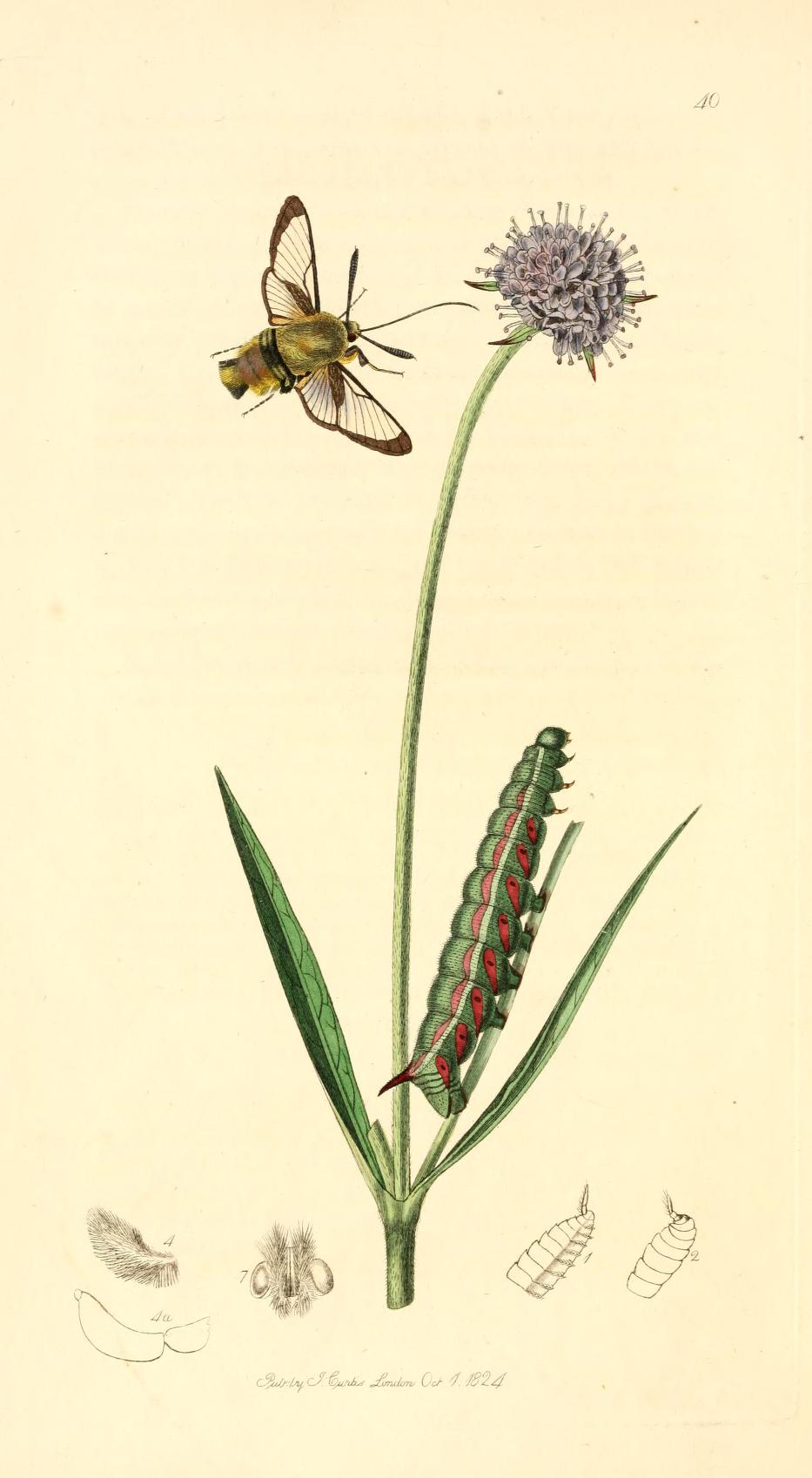
Ilustrace v literatuře (John Curtis, cca 1820)